# Kppp
kppp — KDE программа дозвона и интерфейс к pppd.
kppp в основном используется для установления соединения с интернет-провайдером с помощью модема по телефонной линии. Однако она может быть использована и в других ситуациях, где необходим протокол PPP. Также она является графическим интерфейсом к демону pppd, позволяющим настраивать его технически не искушённым пользователям.
Как и другие программы KDE, она разработана с использованием библиотеки Qt.

## Возможности
- Учёт телефонных звонков
- Конфигурация сети: DNS, IP-адрес, сетевой шлюз…
- Настройки модема: громкость, строка инициализации, устройство (например /dev/modem …)
- Отображение принятых и отосланных данных в виде графика
- Помещает пиктограмму в области уведомлений(системный трей), для отображения активности.

## Скриншоты

Главное окно программы
Окно настроек программы
Окно настроек модема